# Liudolf szász gróf
Liudolf (805 körül – 866. március 12.) szász gróf 844 és 866 között.

## A család
Liudolf családja, mely a Billung családdal és Corveyi Widukind családjával is rokonságban állt, a maga korában nagytekintélyű család. Liudolf rokonságába tartozott még Brun von Engern.
Liudolf felesége Oda, frank hercegnő, akit 825-ben, vagy 835-ben vett feleségül.
Liudolf öt lánya kolostorba vonult, egyik fia pedig szerzetes lett.

## Uralkodása
A gróf maga egyes forrásokban "Kelet-Szászország hercege"-ként ("dux Orientalium Saxonum") tűnik fel. Ebből arra lehet következtetni, hogy Liudolf a háborúkat, melyeket a normannok és szlávok ellen a keleti-szász térségből kiindulva vezette. Az a felvetés, hogy a herceg békeidőben a kelet-szászországi területek korlátlan ura lett volna, valószínűtlen, hiszen maga Német Lajos király is hatalmat gyakorolt Szászországban.
Az uralkodói központok Seesen-Gandersheim, Grone-Pöhlde/Eichsfeld, Werla-Lutter, Calbe-Magdeburg-Barby, illetve Bardengau és Lüneberg voltak. Liudolf birtokai ezen kívül kiterjedtek további területekre is; számos uradalma volt Osztfáliában, Vesztfáliában, és Engernben.
A szász herceg országa földrajzi adottságaiból adódóan az őrgrófi címet is birtokolta, és határvédelmi-szervezési kompetenciákat is ellátott a szláv és normann támadók ellen. A határvédelem során Liudolf számos hadat vezetett ezek ellen a népek ellen.
A Harz hegységben Liudolf 850-ben (más források szerint 852-ben) feleségével együtt kolostort alapított, mely először Brunshausenben működött. Az intézményt később Gandersheimba költöztették.
Liudolf már uralkodásánk kezdetén Német Lajos szolgálatába állt, és Osztfália grófjának, ill. hercegének címét is megkapta szolgálataiért.
A dánok elleni hadjáratok során Liudolf a legfelsőbb parancsnok volt a szász seregek felett.
Liudolf földi maradványait Brunshausenben helyezték végső nyugalomra.
Liudolf volt a szász uralkodódinasztia, a Liudolf-ház alapítója.

## Forrásmunka
- genealogie-mittelalter.de

| Előző uralkodó: nem volt | Szászország hercege 844 – 866 | Következő uralkodó: Brunó |

1. ↑  Német Nemzeti Könyvtár: Integrált katalógustár (Németország) (német nyelven). Integrált katalógustár (Németország) . (Hozzáférés: 2015. október 14.)
2. 1 2  p14909.htm#i149089, 2020. augusztus 7.